# 女巫們
是一部2020年美國和墨西哥合拍的黑暗奇幻喜劇恐怖片，由勞勃·辛密克斯執導，並與肯亞·巴里斯和吉勒摩·戴托羅共同撰寫劇本。該片改編自羅爾德·達爾的1983年小說《女巫》，由安·海瑟薇、奧塔薇亞·史班森、史丹利·圖奇和克莉絲汀·錢諾維斯主演。
《女巫們》在美國於2020年10月22日在HBO Max播出。電影的整體評價褒貶不一，其中媒體和影評家主要批評編劇與電影不如原著的問題，而電影裡描寫女巫們肢體殘障特徵的部份，亦引起身障團體的反彈。

## 演員
- 賈薩爾·布魯諾 飾 男孩
- 安·海瑟薇 飾 高階女巫
- 奧塔薇亞·史班森 飾 奶奶
- 史丹利·圖奇 飾 斯金格先生
- 克里斯·洛克 飾 旁白
- 克莉絲汀·錢諾維斯 飾 老鼠黛西（配音）
- 科迪-雷·伊斯蒂克 飾 布魯諾·詹金斯

## 製作

### 發展
2008年12月，吉勒摩·戴托羅表示有興趣製作一部改編自羅爾德·達爾的1983年小說《女巫》的定格動畫電影。2018年6月，勞勃·辛密克斯被聘來執導電影以及撰寫劇本。戴托羅除了一同撰寫劇本外，還會與辛密克斯和艾方索·柯朗共同製片。辛密克斯描述該片比由尼可拉斯·羅吉執導的1990年電影《巫婆》更接近原版小說。

### 選角
2019年1月，宣佈安·海瑟薇加盟並飾演高階女巫。2019年2月，宣佈奧塔薇亞·史班森、新人演員賈薩爾·布魯諾和科迪-雷·伊斯蒂克加盟劇組。2019年5月，史丹利·圖奇和克里斯·洛克加盟劇組。2020年9月，據透露克莉絲汀·錢諾維斯為該片主演之一。

### 拍攝
主體拍攝於2019年5月8日開始進行，拍攝地點包括喬治亞州的阿拉巴馬州、位於哈特福郡的華納兄弟利維斯登工作室、英格蘭和薩里郡的維吉尼亞沃特湖，拍攝預計於2019年6月25日殺青。2019年6月19日，一名工作人員在華納兄弟利維斯登工作室被刺傷頸部。

## 音樂
2019年7月19日，宣佈長期與辛密克斯合作的亞倫·席維斯崔將擔任本片的配樂。

## 發行
《女巫們》在美國於2020年10月22日在HBO Max播出，並於2020年10月28日在全球電影院上映。此前，上映日期曾定於2020年10月9日及2020年10月16日。

### 評價
爛番茄根據152條評論，本片獲得49%的新鮮度，平均得分5.5／10。在Metacritic上，本片獲得了47分。

### 票房
| 上一届： 《奪冠》 | 2020年香港一週票房冠軍 第44-45週 | 下一届： 《鬼滅之刃劇場版 無限列車篇》 |

## 外部鏈接
- 官方网站
- 互联网电影数据库（IMDb）上《女巫們》的资料（英文）
- 爛番茄上《女巫們》的資料（英文）
- AllMovie上《女巫們》的资料（英文）
- Metacritic上《女巫們》的資料（英文）
- Box Office Mojo上《女巫們》的資料（英文）
- 開眼電影網上《女巫們》的資料（繁體中文）
- 豆瓣电影上《女巫們》的資料 （简体中文）
- 时光网上《女巫們》的資料（简体中文）